# Hondsrug (Heerlen)
Hondsrug is een buurtschap ten zuiden van Heerlen in de gelijknamige gemeente Nederlandse provincie Limburg. De buurtschap is gelegen tussen Imstenrade en Simpelveld ten noorden van de A76 en ten zuiden van het bedrijventerrein de Beitel. Hondsrug bestaat uit een aantal agrarische bedrijven.